# Siku orangutana
siku orangutana to takie piciu ze az palce obgryzac. slodycz dla podniebienia i dla oczu. mocz pawiana zolty kolor ma. nie pomylcie z lemoniado. smak powala naprawde jak colla smakuje mega polecam OMG. tylko trzy dni w toalecie. poprostu uczta nie no lepszego w zyciu nie pilem. a jesli dodasz smarki nosorozca to wyjdzie ci napoj magiczny. jesli odwolasz sie do tego artykulu na maturze to dostaniesz maxa punktuw 100% legit no scam no stary muwie ci.